# Ljubomir Nenadović
Ljubomir P. Nenadović (serbisch Љубомир Ненадовић; * 14. Septemberjul. / 26. September 1826greg. in Brankovina; † 21. Januarjul. / 2. Februar 1895greg. in Valjevo) war ein serbischer Schriftsteller.

## Leben
Ljubomir Nenadović entstammte einer für die serbische Geschichte wichtigen Familie, er war der Sohn des Volksführers Matija Nenadović. Ljubomir studierte Philosophie in Prag, Berlin und Heidelberg und bereiste viele Länder West- und Südeuropas. Er wurde Professor am Belgrader Lyzeum. Mehrere Zeitschriften wurden von ihm herausgegeben, darunter Šumadinka 1850 bis 1857. Er war auch als Diplomat tätig und begleitete als Sekretär Petar II. Petrović-Njegoš in Italien.

## Werke
Nenadović verfasste zahlreiche didaktisch-moralisierende Gedichte. Seine größte Bedeutung liegt aber in der Abfassung von interessanten Reiseberichten aus Deutschland, der Schweiz, Italien und Montenegro, die mit scharfer Beobachtungsgabe und Humor geschrieben sind und ihn bekannt machten. 
Es gibt keine deutschen Übersetzungen.
- Pesme, Lieder 1849
- Slavenska vila, Gedichte 1849
- Pisma iz Severne Nemačke, Reisebericht 1850
- Šumadinče, Almanach 1852 und 1853
- Pisma iz Švajcarske, Reisebericht 1852
- Prilozi za srbsku istoriju, 1858
- Dojcinovic Voin, Epos in 6 Gesängen 1861
- Pisma iz Italije, Reisebericht 1868
- Sabrana dela, Gesammelte Werke 18 Bde. 1881–85
- Celokupna dela, 20 Bde. 1892–95
- Odabrana dela, Ausgewählte Werke 1959